# Neoplan N 4020
Der N 4020 (auch unter dem Namen „Megatrans“ bekannt) ist ein Omnibus der N40-Serie des deutschen Herstellers Neoplan.

## Geschichte
Der ab 1990 gebaute N 4020 war der erste niederflurige Dreiachser von Neoplan. Er kam nach und nach in die Städte der Bundesländer u. a. Recklinghausen, Duisburg usw.

## Ausstattung
Durch seinen stufenlosen Einstieg an allen drei Türen war der Bus ein Niederflurbus, eine zusätzlich eingebaute Rollstuhlrampe an der zweiten Tür machte den N 4020 auch behindertenfreundlich. Er bot auch für einen Kinderwagen oder einen Rollstuhl und für rund 150 Personen Platz. Der Motor konnte sowohl liegend als auch stehend verbaut werden. Ab 1998 trat der  Neoplan N 4420 seine Nachfolge an.
Der N 4020 wurde in zwei- oder dreitürigen Varianten vertrieben. Ebenso konnten Kunden zwischen verschiedenen Tür- und Sitzvariationen wählen. Optional wurden alle Sitze auf Podesten verbaut.